# Міньївський Яр
Міньївський Яр — урочище села Богородичне Краматорського району Донецької області, на лівому мисі Миньївського Яру, у самого русла Сіверського Дінця. Відоме стоянкою ранньої середньокам'яної доби за якою виділена міньївоярська культурна група.
Міньївоярська група виділена на основі матеріальної культури верхнього шару Міньївського Яру. Аналогії комплексу крем'яних виробів Міньївського Яру на Сіверському Дінці обмаль.

## Кам'яна індустрія
Мікроліти у комплексі Міньївського Яру відсутні, що відрізняє його від південного середньокам'яного краю України.
Техніка відламування кременю й склад знарядь тут носять явно відламково-макролітичний характер, де навіть скребки та різці виготовлялися з відламкових заготовок. Серед знахідок Міньївського Яру переважають відламки (пластини відламковий показник тут дуже низький 0,65). Багато відламків мають сліди жовнової кірки; в шарі виявлено близько 20 розбитих жовен.